# Yael Goldstein Love
Pour les articles homonymes, voir Goldstein et Love.
Yael Goldstein Love (née en 1978) est une romancière, éditrice et critique de livres. Elle est également cofondatrice et directrice éditoriale du studio littéraire Plympton américaine.
Le premier roman de Goldstein Love était The Passion of Tasha Darsky, initialement intitulé Overture (Doubleday, 2007,), sur la relation litigieuse entre la mère et la fille des musiciens. Sa mère est la romancière et philosophe Rebecca Goldstein, ce qui a provoqué des spéculations sur le caractère autobiographique du roman. En réponse, Goldstein Love a déclaré : « De manière intéressante, la relation de ma mère avec moi n'a rien à voir avec ça. Tout d'abord, Tasha n'a rien à voir avec ma mère. C'est cette femme incroyablement ambitieuse et incroyablement motivée. Ma mère est ambitieuse, mais pas comme ça, ».
Goldstein Love est diplômée du Harvard College en philosophie. Son père est le physicien mathématicien Sheldon Goldstein et sa mère Rebecca Goldstein, philosophe et autrice. Son beau-père est Steven Pinker, linguiste et psychologue évolutionniste.
En 2011, Goldstein Love et son collègue écrivain Jennifer 8. Lee fondent un studio littéraire nommé Plympton, Inc.. Le studio se concentre sur la publication de romans-feuilletons pour les plateformes numériques. Sa première série a été lancée en septembre 2012 dans le cadre du programme Kindle Serials. Il a également lancé l'application Rooster, un service de lecture mobile pour iOS7, en mars 2014,.